# テーマティク
テーマティクコレクションとは、伝統郵趣に対して切手の発行国を限定せず、切手のほかカバー、消印、ステーショナリーなど様々な郵趣材料を使って、ひとつのストーリーを語らせる切手コレクションのことである。
切手の図案や発行目的などに着目して分類・整理したトピカルコレクションの広義としても用いられるが、競争出品においては独創性やプランの充実が求められる。
毎年、全国切手展のテーマティク部門において、その優秀性、独創性、将来性に富んだ作品には小倉謙賞が授与される。